# Retrat d'un cavaller (ca.1600)
El Retrat d'un cavaller, o, segons Gregorio Marañón, Retrat d'un mestre, datat circa 1600, és una obra d'El Greco. Consta amb el número 140 en el catàleg raonat d'obres d'aquest pintor, realitzat pel seu especialista Harold Wethey.

## Anàlisi de l'obra
Pintura a l'oli sobre llenç; 79 x 64 cm.; circa 1600; Museu de Picardía; Amiens; Picardia, França.
Al marge del llibre hi són representades les lletres majúscules V i T, difícils d'interpretar. En el catàleg del Museu consta que el personatge retratat és Alonso de Herrera. Això implica el problema de si aquest llenç és el citat a l'Inventari-II, realitzat per Jorge Manuel Theotocópuli després de la mort del seu pare.
El personatge representat és de mitjana edat, bastant gras, amb el cabell i la barba negres. Quan aquesta obra pertanyia a la familia Ursaís de Sevilla, el model també figurava amb el nom d'Herrera. A aquest llenç s'hi nota una gran preocupació per la semblança del personatge i pel modelatge, que és magnífic en el rostre, amb una mirada meravellosament plasmada. Tanmateix, les mans, especialment l'esquerra, presenten una deformació i una blanor que no tenia precedents en els retrats d'El Greco, i que suggereixen la intervenció de Jorge Manuel Theotokópouli. Aquestes característiques de les mans tornaran a aparèixer al Retrat de Don García Ibáñez de Múgica. El fons molt obscur fa que el trajo gairebé s'hi confongui, i en canvi, dona un gran protagonisme al rostre de la figura.